# George Bridgman
George Brant Bridgman (1865-1943) fue un pintor, escritor y profesor de dibujo anatómico y figurativo canadiense-estadounidense. Enseñó anatomía para artistas en la Liga de Estudiantes de Arte de Nueva York durante 45 años.

## Biografía
Nació en la Provincia Unida de Canadá. Durante su juventud, Bridgman estudió arte bajo el pintor y escultor Jean-Léon Gérôme en la École des Beaux-Arts de París y más tarde con Gustave Boulanger. Durante la mayor parte de su vida Bridgman vivió en los Estados Unidos, donde fue profesor de anatomía y dibujo figurativo en la Liga de Estudiantes de Arte de Nueva York. Entre sus muchos miles de estudiantes se encontraron los dibujantes estadounidenses Will Eisner y Norman Rockwell; en su autobiografía, My Adventures as an Illustrator (Mis aventuras como ilustrador), Rockwell hablaba muy bien de Bridgman. Su sucesor en la Liga de Estudiantes de Arte fue Robert Beverly Hale.
Bridgman utilizó formas geométricas para representar las grandes masas de la figura (cabeza, tórax y pelvis), que posteriormente unía con líneas gestuales y creando "cuñas" o formas sencillas de interconexión del cuerpo.

## Alumnos destacados
Entre los artistas que estudiaron con Bridgman se encuentran McClelland Barclay, Emily Newton Barto,Norman Raeben, C. C. Beall, Gifford Beal, Elizabeth Cady Stanton Blake, Rosina Cox Boardman, Bessie Callender, Dane Chanase, Richard V. Culter, Chon Day, Helen Winslow Durkee, Will Eisner, Elias Goldberg, Robert Beverly Hale, Lorenzo Homar, Clark Hulings, Jack Kamen, Deane Keller, Andrew Loomis, Anita Malfatti, Paul Manship, Frank McCarthy, Earl Moran, Kimon Nicolaïdes, Corrado Parducci, Frank J. Reilly, Ulysses Ricci, Norman Rockwell, Ernie Schroeder, Archie Boyd Teater, John Vassos, Franklin Brooke Voss o Edmund Ward.
El bloc de dibujo de Jackson Pollock incluye obras de los libros de Bridgman.

## Obras
Muchos de los libros de Bridgman con modelos de anatomía para artistas siguen editándose por Dover Publications.
- Bridgman's Complete Guide to Drawing From Life
- Constructive Anatomy
- The Human Machine
- Bridgman's Life Drawing
- Heads, Features and Faces
- The Book of a Hundred Hands

## Distinciones
- Royal Canadian Academy of Arts[2]